# Лабунський Михайло Степанович
Михайло Степанович Лабунський (нар. 23 травня 1923, Харків, УРСР — пом. ?) — радянський футболіст нападник.

## Життєпис
Закінчив 7 класів і школу ФЗУ заводу «Серп і Молот», працював слюсарем. З липня 1941 року - учасник Німецько-радянської війни, був двічі поранений. Вихованець харківського «Динамо». У 1946 році розпочав футбольну кар'єру виступами за харківський  «Дзержинець», в 1947 році відзначився 1 голом у складі «Дзержинця». Того ж сезону зіграв 1 поєдинок у кубку СРСР. У 1948 році перейшов до іншого харківського клубу, «Локомотива». Дебютував за харківську команду у вищій лізі радянського чемпіонату 17 квітня 1949 року в нічийному (0:0) домашньому поєдинку 1-го туру групи 1 проти московського «Спартака». Михайло вийшов на поле в стартовому складі та відіграв увесь матч. Дебютним голом у вищому дивізіоні в футболці харків'ян відзначився 21 квітня 1949 року на 25-ій хвилині переможного (3:0) домашнього поєдинку 2-го туру проти мінського «Динамо». Лабунський вийшов у стартовому складі та відіграв увесь матч. Протягом свого перебування в «Локомотиві» в чемпіонатах СРСР зіграв 64 матчі та відзначився 21-им голом. У сезоні 1948 року провів 2 поєдинки та відзначився 1 голом у кубку СРСР. У липні - вересні 1951 року провів п'ять матчів за ленінградський «Зеніт». Повернувшись до Харкова, виступав у КФК за «Енергію».